# Mali Lošinj
Mali Lošinj (olaszul: Lussinpiccolo) város és község Horvátországban Tengermellék-Hegyvidék megyében. Az Adria szigeteinek legnagyobb települése, Lošinj sziget fővárosa, a Kvarner nyugati részének közigazgatási, kulturális és gazdasági központja. Lakosainak száma a sziget összlakosságának legjelentősebb részét adja.

## Fekvése
Mali Losinj az Adria északi részén, a Kvarner-öböl nyugati szélén, Losinj szigetén egy északnyugat-délkeleti irányú szűk és mély öböl délkeleti végében található. Az öböl csak az északnyugati részén érintkezik a tengerrel, ám hogy az öbölből kelet felé is ki lehessen jutni a sziget legszűkebb részének átvágásával megépítették a Privlaka-csatornát. A tengeri turizmus nagyon fontos kikötője, mivel félúton helyezkedik el az Isztria és Dalmácia között. Közigazgatási szempontból Mali Losinj község 223 km² területen fekszik magában foglalva nemcsak Losinj szigetét, de a Cres-sziget déli részét is a Koromačno és Ustriba-öböltől délre. Hozzátartozik még néhány kisebb sziget Unije, Ilovik, Susak, Male Srakane, Vele Srakane és néhány lakatlan szigetecske.

## A község települései
Mali Lošinj mellett még 13 falu tartozik közigazgatásilag a községhez:
Belej, Ćunski, Ilovik, Male Srakane, Nerezine, Osor, Punta Križa, Susak, Sveti Jakov, Unije, Ustrine, Vele Srakane és Veli Lošinj.

## Történelme
A régészeti leletek tanúsága szerint ez a vidék már négyezer éve folyamatosan lakott. Első ismert lakói az illírek voltak, majd őket a rómaiak követték. Az ókorban Cres és Lošinj szigete még egy szigetet képezett, melyet Apszürtosz görög mondai hősről Apszirtidesznek neveztek. A szigetet azonban még az ókorban kereskedelmi okok miatt Osornál egy csatornával kettévágták. A 9. századtól Osor püspökségi székhely és e terület gazdasági, kereskedel és vallási központja volt. Mali Lošinj területe a 13. századig valószínűleg csak gyéren lakott volt, lakói pásztorok voltak. A hagyomány szerint 1280 körül a sziget déli részén az akkor már álló Szent Miklós templom környékén tizenkét horvát család telepedett le. Az így kialakult települést „Velo Selonak” (azaz „nagy falunak”) nevezték. Ezek a családok főként állattartásból, kisebb mértékben földművelésből, halászatból éltek. Idővel megsokasodtak és északabbra új lakóhelyet kerestek. Megérkeztek a Szent Márton öbölbe és annak keleti partján kezdtek letelepedni. Ez jelentette Mali Losinj történetének kezdetét.
A település először csak 1398-ban kerül említésre „Malo Selo” (azaz „kis falucska”) néven. A hely kedvező természeti adottságai és klimatikus viszonyai miatt egyre fejlődött és terjeszkedett. Legrégibb családai a Martinolićok, Kozulićok, Vidulićok, Gladulićok és mások voltak. Már 1450-ben felépítették első templomukat, melyet Szent Márton püspök tiszteletére szenteltek. Később többször átalakították és bővítették. Papjai a legkorábbi időktől fogva óhorvát nyelven miséztek és már 1596-tól vezették a glagolita betűs anyakönyveket, melyek a mai napig is fennmaradtak. A 15. század elején Lošinj a Kvarner szigeteivel és Dalmáciával együtt velencei uralom alá került. Mali Lošinj ebben az időben számot tevően fejlődött is terjeszkedett. A kalózok és uszkókok elleni védelem céljából, akik gyakran veszélyeztették a szigetek lakosságát a 15. században a település egyik keleti kiemelkedő pontján őrtornyot építettek ahonnan az egész kikötő területét belátták. Az uszkókok történetük során kétszer, 1580-ban és 1614-ben pusztították Mali és Veli Lošinj településeket. Az itt lakók, az egykori pásztorok és földművesek utódai azonban mindig újrakezdték az életet, mert vonzotta őket a tenger, a hajózás és a kereskedelem. 1663-ban Rubeis osori püspök elérkezettnek látta az időt hogy Mali Losinjt önálló plébánia rangjára emelje. A Szent Márton templom plébániatemplom lett és harangtornyot építettek mellé. Az új plébániának a püspök Rómából megszerezte a 2. században Traianus császár uralma alatt vértanúhalált halt Szent Romulus vértanú ereklyéjét, aki a plébánia védőszentje lett. Az ereklye 1727-ig nyugodott márványszarkofágban a plébániatemplom oltárán, amikor átvitték az újonnan épített Kisboldogasszony plébániatemplomba. A hajózás, a hajóépítés és a kereskedelem a 17. században indult fejlődésnek és különösen a 18. században fejlődött gyors ütemben, mely nagy jólétet hozott a településnek. Ebben az időszakban kerekedett gazdaságilag Mali Losinj a rivális Veli Lošinj fölé.
A 18. század végére Mali Lošinj lakossága elérte a 2500 főt. A tengerészeket tömörítő Szent Miklós társaság a 18. században 331 tagot számlált. A hajózással és a kereskedelemmel a velencei kultúra is nagy hatással volt a településre. Az olasz nyelv egyre nagyobb tért hódított, míg a horvát a háttérbe szorult. A templomok belső terében is egyre inkább a velencei hatás érződött. A Szent Márton plébániatemplom a többszöri átépítés és bővítés ellenére is kicsinek bizonyult a hívők megnövekedett tömegének befogadására. 1676-ban új barokk plébániatemplom építésébe kezdtek, mely 1757-ben fejeződött be. A templomot a Kisboldogasszony tiszteletére szentelték fel és előtte egy fehér lapokkal kövezett bájos teret alakítottak ki.. A középkori város az öböl nyugati partján a mai kikötő irányába terjeszkedett. 1718-ban felépült a Páduai Szent Antal kápolna, majd 1754-ben Marco Tarabocchia templomot emelt Szent József tiszteletére. A Kálvária-domb déli oldalára kis kápolnák épültek és a keresztút végpontjához 1752-ben felépítették a Szent Kereszt kápolnát. 1797-ben Napoléon Bonaparte tábornok megdöntötte a Velencei Köztársaságot. Mali és Veli Lošinj már a francia uralom idején 1806-ban független lett közigazgatásilag Osortól, melyhez korábban tartozott. Ekkor épültek a nagyobb főutak, mint a települést Veli Lošinjjal és Osorral összekötő főút, valamint lejjebb a Veli Lošinjba vezető „Lungo mare” sétaút. Az osztrák uralom idején 1813 és 1918 között Losinjt közigazgatásilag Isztriához csatolták, melynek tartományi székhelye Trieszt volt. Ennek következtében tovább erősödtek a Trieszttel való sokrétű kapcsolatok. Stjepan Vidulić plébános már a 19. század elején tengerészeti iskolát nyitott a kastély melletti szeminárium egyik helyiségében. Ez eleinte magániskolaként működött, majd 1855-ben a plébánia közelében épített új iskolaépületben megnyílt az állami tengerészeti iskola. A plébános jótéteményeit, melyeket a városért tett a harangtorony lábánál elhelyezett mellszoborral tették emlékezetessé. 1828-ban az osori püspökséget beolvasztották a krki püspökségbe, az új egyházi beosztás szerint Mali Losinj az egyik esperesség székhelye lett. A régi plébániatemplom a temetőkápolna szerepét töltötte be. 1848-ban Bukovicán felépült a Fájdalmas Szűzanya kápolna, a tengerészek és hajóépítők 1857-ben Szent Miklós tiszteletére építettek kápolnát, 1858-ban pedig a kórház területén épült fel a Jézus Szíve kápolna. Ugyanebben az évben Čikaton a régi fakápolna helyén felépült a Gyümölcsoltó Boldogasszony fogadalmi templom. A benne levő fogadalmi kegyképnek a Čikat-fok előtt elhajózó lošinji kapitányok hajókürtjeikkel tisztelegtek.
A 19. századra Trieszt mellett az Adria második legjelentősebb kikötőjévé fejlődött és hírlik, hogy a kor legjobb hajósai is Mali Lošinjból származtak. Ismert az is, hogy ekkoriban a falu hajó készítői nagy ismertségre is szert tettek. Virágzása csúcspontján hat hajóépítő üzem működött itt és Fiume, Trieszt és Velence mellett Mali Lošinj rendelkezett az Adria legjelentősebb kereskedelmi flottájával. 1855 és 1870 között a lošinji vitorláshajókon mintegy 1400 tiszt és tengerész hajózott. A 19. század második felében a mali losinji hajóépítők százötven vitorlást bocsátottak vízre, ez több volt mint az egész Isztria hajóépítése. A legnevesebb hajóépítők és hajótulajdonos családok a Karatanich, Tarabochia, Martinolich (később Monfalconeuban alapítottak hajógyárat) és a Cosulich családok (a trieszti hajóépítő üzem mai tulajdonosai) voltak. Ebben az időszakban érte el a város a legnagyobb kiterjedését és a kedvező klíma lehetővé tette a turizmus fejlődését. Az első turisták 1885-ben érkeztek ide és a turizmus elsősorban egészségügyi célból kezdődött. Az első turistát 1885. január 21-én regisztrálták a szigeten. Az első szálloda az 1887-ben épített "Vindobona" volt. Kedvező klímájának köszönhetően 1892-re Lošinj az osztrák-magyar egészségügyi minisztérium által hivatalosan is elismert klimatikus gyógyhely lett, egyúttal sz osztrák-magyar arisztokrácia egyik legkedveltebb nyaralóhelyévé vált. Egymás után épültek a villák és nyaralók, ekkor alakult ki a városközpont képe, mely lényegében máig változatlan maradt. 1893-ban a többnyire derült égboltnak és kitűnő észlelési viszonyoknak köszönhetően csillagvizsgálót építettek ide, mely csakhamar különböző földrészek csillagászait vonzotta. A turizmus a 20. században is töretlenül fejlődött, a gőzhajózás felfedezése és a szőlőt pusztító filoxérai járvány azonban a gazdasági fejlődés visszaeséséhez vezetett. A település 1918-ig az Osztrák–Magyar Monarchia része volt, majd olasz megszállás alá került. 1943-ban horvát és jugoszláv egységek szabadították fel. A német megszállás 1943-tól 1945. április 20-ig tartott. A második világháború után a település lakossága már csak 2200 lelket számlált. 1945 és 1990 között Jugoszlávia része volt, majd az önálló horvát állam megalakulása után Horvátország része lett. 2011-ben a városnak 5990, a községnek összesen 8070 lakosa volt. A legjelentősebb megélhetési forrás a turizmus, a hajóépítés és a halászat, de sok iparos és kereskedő is működik a városban. Legjelentősebb szállodái az Apoksiomen, Ana, Alhambra, Aurora, Bellevue, Kredo, Mare Mare, Vespera, Favorita és a Margarita, kempingjei a Čikat, Kredo és a Poljana.

## Lakosság
| Lakosság változása | Lakosság változása | Lakosság változása | Lakosság változása | Lakosság változása | Lakosság változása | Lakosság változása | Lakosság változása | Lakosság változása | Lakosság változása | Lakosság változása | Lakosság változása | Lakosság változása | Lakosság változása | Lakosság változása | Lakosság változása |
| ------------------ | ------------------ | ------------------ | ------------------ | ------------------ | ------------------ | ------------------ | ------------------ | ------------------ | ------------------ | ------------------ | ------------------ | ------------------ | ------------------ | ------------------ | ------------------ |
| 1857               | 1869               | 1880               | 1890               | 1900               | 1910               | 1921               | 1931               | 1948               | 1953               | 1961               | 1971               | 1981               | 1991               | 2001               | 2011               |
| 5626               | 5658               | 5603               | 4975               | 4689               | 5530               | 4132               | 4014               | 2908               | 3247               | 3882               | 4278               | 5244               | 6566               | 6296               | 5990               |

## Nevezetességei
- A Kisboldogasszony tiszteletére szentelt plébániatemploma 1676 és 1757 között épült barokk stílusban. A templom háromhajós, a mellékhajókat két oszlopsor választja el a főhajótól. Hosszúsága 45, szélessége 16, magassága 13 méter. A sekrestye mellett emelkedik a 34 méter magas harangtorony. A szentélybe hét lépcsőfok vezet fel. A főoltáron fehér márvány szarkofágban nyugszanak Szent Romulus vértanú ereklyéi. A főoltár képe Mária születése Alvise velencei festő munkája a 18. századból. Az oltár egyik oldalán Szent Péter, a másik oldalon Szent Romulus márvány szobra áll. A déli oldalon álló első oltárnál egy értékes márvány feszület Bartolomeo Ferrari (1780-1844) szobrászművész alkotása. A következő oltáron a Kármelhegyi Boldogasszony J. Valsona alkotása 1855-ből. A másik oldalon az első oltár képén a krki püspökség védőszentjei Szent Gaudentius, Szent Kvirin és Szent Kristóf, valamint Mali Lošinj védőszentje Szent Márton láthatók. A második oltáron Szent Miklós, Szent Rókus és Páduai Szent Antal láthatók a háttérben a befejezett plébániatemplom képével. A keresztút Giovanni Battista Tiepolo munkája 1747-ből. Nagyon értékes az 1781-ben épített orgona is, mely Gaetano Callido műhelyében készült.[6]
- Szent Márton tiszteletére szentelt temploma 1450-ben épült a mai temetőben áll. Régen ez volt a település plébániatemploma. Története során többször átalakították és bővítették. Papjai a legkorábbi időktől fogva óhorvát nyelven miséztek és már 1596-tól vezették a glagolita betűs anyakönyveket, melyek a mai napig is fennmaradtak.[3]
- Szent Miklós temploma 1857-ben épült a tengerészek és utazók védőszentjének tiszteletére.
- A Čikat-fok közelében áll a Gyümölcsoltó Boldogasszony (Annunziata) tiszteletére szentelt fogadalmi templom. Elődje egy 1534-ben épített templom volt, melyet 1858-ban átépítettek és bővítettek. A templom azon a helyen áll, ahonnan először voltak láthatóak Losinj vitorláshajói. Itt várták egykor Lošinj lányai és asszonyai a tengeri útról hazatérő szeretteiket. Amikor hosszú tengeri útra indultak a kikötőből kifutva kikötöttek és a templomnál családtagjaikkal elimádkoztak egy rózsafüzért. Ezután átölelték egymást, kihajóztak és eltűntek a távolban. Ez a lošinji aggodalmak, sóhajok és könnyek temploma. Belső falait a 19. századi lošinji vitorláshajók képei díszítik a szerencsés visszatérés érdekében tett fogadalmakkal és hálaadásokkal. Manapság amikor egy hajó elhalad a Čikat-fok mellett és megszólal a kürtje, akkor az azt jelenti, hogy a hajó kapitánya lošinji.[3]
- A város déli részén található a Kálvária, egy 14 stációs keresztút végpontjában a Szent Kereszt kápolnával. A kápolnát a 18. században építették és 1752-ben a gazdasági fellendülés idején szentelték fel.[3]
- A város szökőkútja két, a vízből kiugró delfint ábrázol. A fiumei Vinko Matković akadémiai szobrászművész alkotása. A Vrána-tó vizének 1960-ban a városba érkezése emlékére emelték.
- Az apokszióma az egy ókori antik bronzszobor, mely egy görög atlétát ábrázol. A szobor a losinji vízalatti világból került elő. 1996-ban egy belga turista René Wouters találta meg merülés közben 45 méteres mélységben a Vele Orjule sziget végében két szikla között a homokos tengerfenéken. 1999. április 27-én a rendőrség búvárai és a kulturális minisztérium szakemberei emeleték ki. Az értékes bronzszobor valószínűleg az i. e. 1. században készült. Több évi restaurálás után 2006-óta a zágrábi régészeti múzeumban látható.[7]
- A jóillatú kert (miomirisni vrt) a sziget gyógynövényinek gyűjteménye. Csak szakképzett vezető kíséretében látogatható. A sigte gazdag növényvilága, gyógynövény különlegességei ismerhetők meg itt, melyekből vásárolni is lehet.
- A Fritzy-palotában van elhelyezve a Lošinji múzeum. A palota helyén állt a 19. században a városháza a Municipio épülete.[8] A 19. század végén historizáló teljesen átépítették, akkor kapta mai jellegzetes főhomlokzatát a négykaréjos ablaknyílásokkal. A 20. század elején a Fritzy-panzió működött benne, innen kapta a mai nevét. A II. világháború után a nemzeti egyetem működött benne, 2007-ben itt rendezték be a Lošinji múzeumot. Legjelentősebb kiállítása a két legnagyobb helyi művészeti gyűjteményekből, a Piperata és Mihičić-gyűjtemények összeállított tárlat. A Piperata-gyűjtemény 27, főként itáliai művész képeit tartalmazza a 16. század végétől a 20. század elejéig. Legnagyobb részét 17. és 18. századi barokk alkotások (Girolamo Forabosco, Giovanni Francesco Barbieri – Il Guercino, Antonio Carneo, Alessandro Magnasco, Francesco Solimena, Francesco Fontebasso) képezik. Giuseppe Piperata művészetkedvelő helyi orvos hagyatéka. A Mihičić-gyűjtemény Andro Vid Mihičić (1896-1993) művészettörténész, tanár, kritikus és költő által összegyűjtött mintegy 360 képet, rajzot és szobrot tartalmaz. Legnagyobb részben művész barátainak és a kollégáinak ajándékaiból áll. Itt látható Dante Lussin fotográfiai gyűjteménye is ahol régi fényképezőgépek és felszerelések vannak kiállítva a 19. század végéről és a 20. század elejéről. Láthatók itt még Lošinjjal kapcsolatos üvegre rögzített negatívok nagyított digitalizált nyomatai a két világháború közötti időszakból. A gyűjteményt 2010-ben vásárolta a múzeum Maria Pfeifertől Monzából egy ötven éven át Mali Lošinjban élő fényképész család leszármazottjától.[9]
- A város délnyugati határában levő Čikat parkerdő 236 hektáron terül el. A parkerdőt 1886-tól kezdődően a 19. század végén telepítette egy korábbi kopár területre a Mali Lošinji Erdősítő és Szépítő Egyesület a neves helyi természetbarát és hazafi Ambroz Haračić vezetésével. A parkerdőn keresztül néhány szép sétány vezet. Növényritkaságai között aleppói fenyők, pisztáciafák, mirtuszok, nyugati szamócafák, téli bangiták, loncok, cserjés hangák, vörös borókák, olajfák, cédrusok, európai ciprusok, mandulafenyők és más mediterrán fajok találhatók.[10]
- A Cres-Lošinj-szigetcsoport Oruda nevű szigetén találhatóak a háromhajós háromapszisos Szent János bazilika romjai a szomszédos épületek alapfalainak maradványaival. Megmaradt a középső apszis íves tetejű ablaknyílásával, valamint az oromfal és a középhajó jobb íve fölötti fal részei. A templom a 7. század első felére datálható, és az Adriai-tengeren a bizánci külső vízi út mentén, a közeli Palacol-szigeten álló erőddel összeköttetésben építették.[11]
- A Cres-Lošinj-szigetcsoport Palacol nevű lakatlan szigetén egy 6. század végétől származó bizánci erőd maradványa található. Az épület négyszög alaprajzú, két széles ajtóval és négyszögletes vájatokkal a gerendák tartásához, amelyek valószínűleg a belső védőfolyosót vagy tornácot tartották. Az erőd bizánci ellenőrzőpontként működött Kvarnerić és Osor városa irányában az Adriai-tenger külső vízi útján.[12]
- A Kaštel[13] egy hosszúkás, téglalap alaprajzú erőd, sarkain bástyákkal, kivéve a déli sarkon, negyedik bástya helyét. A falak, valamint a három sarokbástya több méteres magasságban maradt meg. A hosszabb oldalakon kiegészítésként félbástyákat építettek, amelyek közül az északkeleti trapéz alaprajzú, míg a délnyugati négyszögletes (ez a későbbi beavatkozás eredménye lehet). A falakat számos keskeny, kiskapu tagolja. A területet feltárták, és a legújabb feltárások során az északi bástya alatt egy föld alatti börtönt és a nyugati fal mentén egy tágas földalatti ciszternát találtak.

## Híres emberek
- Itt született, élt és alkotott Ambroz Haračić (1855-1916) horvát botanikus. Mali Lošinj és a környező szigetek flórájának és klímájának kutatója, a čikati parkerdő létrehozója.
- Itt született Josip Kašman (1850-1925) horvát operaénekes, bariton.

## Galéria
- A város látképe
- A városközpont pálmafákkal
- Szökőkút Mali Lošinjban
- A városközpont a szökőkúttal
- Az Aurora szálloda
- Öbölparti kép
- A lošinji apokszióma
- Ambroz Haračić čikati szobra
- A Szent Márton-öböl